# 冷たい花
「冷たい花」（つめたいはな）は、1998年8月26日に発売されたthe brilliant greenの4枚目のシングル。発売元はソニーレコード。

## 解説
前作に引き続いてシングルチャートで首位を獲得した。初登場での獲得。
初回限定盤はジャケットが白地で、走り書きがプリントされたフィルムに包まれている。

## 収録曲
1. 冷たい花
（作詞:川瀬智子 作曲:奥田俊作 編曲:the brilliant green）
TBS系「COUNT DOWN TV」オープニング･テーマ
2. Baby London Star
（作詞:川瀬智子 作曲:松井亮 編曲:the brilliant green）
3. 冷たい花 (Backing Track)
（作曲:奥田俊作 編曲:the brilliant green）

## 収録アルバム
- the brilliant green（#1,2）
- complete single collection '97-'08 (#1)
- THE SWINGIN' SIXTIES

## カバー
- 美吉田月（2008年、アルバム「Ska Flavor #1」）